# かんむり座ロー星
かんむり座ρ星（かんむりざローせい、ρ Coronae Borealis、ρ CrB）は、かんむり座の方角、約57光年の距離にある恒星である。かんむり座ρ星の質量、半径、光度は、太陽のそれに近い。かんむり座ρ星の周りには、4つの太陽系外惑星が発見されている。

## 特徴
| 太陽 | かんむり座ρ星 |
| ---- | ------------- |
| 太陽 | Exoplanet     |

かんむり座ρ星は、太陽に似たG型主系列星で、スペクトル型はG0 Vとされる。質量は太陽の9割で、半径は太陽の1.36倍、光度は太陽の1.7倍と推定される。ヘリウムよりも重い元素の存在量、つまり金属量は、鉄を基準にして太陽の半分程度で、太陽に比べて古い恒星と考えられている。

## 惑星系
1997年、ホイップル天文台における視線速度法の観測によって伴天体かんむり座ρ星bが発見され、これは周期39.6日で公転する系外惑星であると考えられた。但し、発見時の観測では、伴天体の質量は下限値しか得られなかった。
その後2001年に、ヒッパルコス衛星の観測結果などを基に、伴天体の位置天文学的データを推定、すると、軌道傾斜角が0.5°となり、地球からは軌道をほぼ真上からみていると考えられ、それに基づいて伴天体の質量を計算すると、太陽の14%程度となった。2011年には、ヒッパルコスの観測データを整約し直し、質量の推定値を更新したところ、木星の100倍から200倍の質量となり、同じような結果が得られた。これ程質量が大きい伴天体は、暗い赤色矮星であって、惑星ではないと考えられた。
一方でその間にも、赤外線分光観測では、赤色矮星の伴星に否定的な結果が得られていた。更に、スペックル画像の検証でも、中心星の近傍に恒星がある可能性は除外され、連星系よりも惑星系を支持する結果となっている。
2016年には、ケック天文台とリック天文台で8年がかりで視線速度を測定した結果、かんむり座ρ星bの外側に、海王星よりもやや質量の大きいかんむり座ρ星cが発見されている。
2023年には、ローウェル天文台のローウェル・ディスカバリー望遠鏡による非常に精密な視線速度測定から、更に2つの惑星が発見され、既知の惑星よりも外側に位置する海王星型のかんむり座ρ星d、最も内側に位置するスーパーアースかんむり座ρ星eが加わり、かんむり座ρ星の周りでみつかった惑星は4つとなった。
| 名称 （恒星に近い順） | 質量                     | 軌道長半径 （天文単位） | 公転周期 (日)          | 軌道離心率            | 軌道傾斜角 | 半径 |
| --------------------- | ------------------------ | ----------------------- | ---------------------- | --------------------- | ---------- | ---- |
| e                     | ≥ 3.71 M⊕                | 0.1049                  | 12.949                 | 0.073                 | —          | —    |
| b                     | ≥ 1.045 +0.024 −0.024 MJ | 0.2196+0.0024 −0.0025   | 39.8458+0.0015 −0.0014 | 0.0373+0.0040 −0.0039 | —          | —    |
| c                     | ≥ 25 ± 2 M⊕              | 0.4123+0.0046 −0.0047   | 102.54 ± 0.17          | 0.052+0.061 −0.037    | —          | —    |
| d                     | ≥ 19.5 M⊕                | 0.81                    | 281.4                  | 0 (fix)               | —          | —    |

## 星周物質
NASA IRTFにおける赤外線観測によって、かんむり座ρ星の周囲に星周円盤が検出された。しかし、スピッツァー宇宙望遠鏡による観測では、星周塵の存在を示す赤外超過は検出できなかった。その後の、ハーシェル宇宙望遠鏡による観測でも、星周円盤が存在する証拠は検出できていない。